# Andriette Nobel
Carolina Andriette Nobel, född Ahlsell den 30 september 1803 i Stockholm, död där den 7 december 1889, var mor till den svenske industrimannen Alfred Nobel. Andriette Nobel gifte sig den 8 juli 1827 med Immanuel Nobel den yngre. I äktenskapet föddes åtta barn, av barnen nådde endast sönerna Robert, Ludvig, Alfred och Emil Oskar Nobel vuxen ålder. När hennes make, Immanuel Nobel, flyttade till Finland 1837, och sedan vidare österut till Ryssland 1838, stannade Andriette kvar i Stockholm. Hon flyttade senare till sin make i S:t Petersburg 1842 tillsammans med Ludvig och Alfred.